# اچ‌ام‌اس بوفورت (ال۱۴)
اچ‌ام‌اس بوفورت (ال۱۴) (به انگلیسی: HMS Beaufort (L14)) یک کشتی است. این کشتی در سال ۱۹۴۱ ساخته شد.